# Ann Guenther
 (octobre 2019).
Si vous disposez d'ouvrages ou d'articles de référence ou si vous connaissez des sites web de qualité traitant du thème abordé ici, merci de compléter l'article en donnant les références utiles à sa vérifiabilité et en les liant à la section « Notes et références ».
Pour les articles homonymes, voir Günther.
Ann Guenther (née le 22 mai 1937 en Pennsylvanie et morte le 24 janvier 2017) est une artiste de décor d'animation américaine ayant travaillé principalement pour Filmation.

## Biographie
Ann Guenther commence sa carrière chez Disney en 1956 en tant que encreuse sur le film La Belle au bois dormant (1959) et les publicités pour 7 Up mettant en scène Fresh-Up Freedie. Dans les années 60, elle devient décoratrice pour plusieurs studios tel que Hanna-Barbera et Filmation.
En 1971, elle revient chez Disney pour travailler sur Robin des Bois (1973), Winnie l'ourson et le Tigre Fou (1974) et Les Aventures de Bernard et Bianca (1977) avant de poursuivre sa carrière chez Hanna-Barbera.

## Filmographie
- 1967 : Les Quatre Fantastiques
- 1968 : The Archies
- 1968 : Fantastic Voyage
- 1968 : The Batman/Superman Hour
- 1969 : The Hardy Boys
- 1969 : Skyhawks
- 1969 : Hot Wheels
- 1970 : Harlem Globe Trotters
- 1973 : Robin des Bois (Robin Hood)
- 1974 : Winnie l'ourson et le Tigre Fou (Winnie the Pooh and Tigger Too)
- 1977 : Les Aventures de Winnie l'ourson (The Many Adventures of Winnie the Pooh), décor
- 1977 : Les Aventures de Bernard et Bianca (The Rescuers)
- 1979 : Les Voyages fantomatiques de Scoubidou
- 1983 : Les Maîtres de l'Univers
- 1986 : SOS Fantômes
- 1988 : Alvin et les Chipmunks
- 1990 : Blanche-Neige et le Château hanté
- 1990 : Les Tiny Toons
- 1992 : Les Vacances des Tiny Toons
- 1993 : Les Animaniacs
- 1996 : Space Jam
- 1998 : Excalibur, l'épée magique
- 1999 : Le Géant de fer